# Středoněmecká vysočina
Středoněmecká vysočina je souhrnný pojem pro hercynská pohoří, vrchoviny a kotliny v Německu mezi Dunajem na jihu a Středoevropskou nížinou na severu. Německy je často označovaná prostě Mittelgebirge („středohoří“) nebo Mittelgebirgsschwelle („středohorský práh“).
V rámci geomorfologického členění Německa sem spadají tři přírodní regiony:
- Westliche Mittelgebirge (Západní středohoří)
- Östliche Mittelgebirge (Východní středohoří)
- Südwestliche Mittelgebirge und Schichtstufenland (Jihozápadní středohoří a stupňovina)

Z hlediska fyzické geografie, která nebere v úvahu administrativní hranice, už oblast Östliche Mittelgebirge (nebo její podstatná část) není součástí Středoněmecké vysočiny, nýbrž německým přesahem České vysočiny. Václav Král už k České vysočině nepočítá Durynskou pánev, jinak se podle něj Česká vysočina na německém území kryje s Východními středohořími. Pohoří Jura už neřadí do hercynského, ale alpského subsystému. Hercynské středoevropské vysočiny ležící mezi Pařížskou pánví a Českou vysočinou dělí na tyto části:
- Středoněmecké hornatiny a kotliny
  - Niedersächsisches Bergland
    - Teutoburger Wald

  - Westhessisches Bergland
  - Osthessisches Bergland
  - Vogelsberg
  - Rhön
  - Harz
  - Thüringer Becken und Randplatten
  - Altenburger Lößplatte
- Rýnský příkop a okolní hornatiny
  - Côtes et plateaux lorraines
    - Plaine de la Woëwre
    - Plateau lorrain
    - Plateaux de la Vôge

  - Hautes Vosges (Vogézy)
  - Basses Vosges / Hardt
  - Saar-Nahe-Bergland
  - Oberrheinisches Tiefland / Plaine d'Alsace
  - Schwarzwald
  - Odenwald
  - Spessart
  - Süddeutsches Gäuland
  - Mainfranken
  - Südrhön
  - Schwäbisches Keuperland
  - Schwäbisches Albvorland
  - Steigerwald und Frankenhöhe
  - Coburger Land und Obermaintal
  - Vorland des Thüringer Waldes
  - Fränkisches Albvorland und Rednitzsenke
  - Ries
  - Schwäbische Alb (Švábská Alba)
  - Fränkische Alb (Franská Alba)
  - Oberpfälzer Hügelland
  - Bodenwöhrer Bucht
- Porýnská břidličná vrchovina
  - Plateau Condrusien
  - Dépression Famennienne
  - Plateaus de Hervé / Hoogvlakte van Zuid Limburg / Vennvorland
  - Ardennes (Ardenny) / Westeifel
    - Hautes Fagnes / Hohes Venn

  - Osteifel
  - Mittelrheintal mit Neuwieder Becken
  - Moseltal
  - Hunsrück
  - Taunus
  - Lahntal mit Limburger Becken
  - Westerwald
    - Siebengebirge

  - Gladenbacher Bergland
  - Siegtal
  - Süderbergland
    - Rothaargebirge